# Typhlodromalus olombo
Typhlodromalus olombo är en spindeldjursart som först beskrevs av Pritchard och Baker 1962.  Typhlodromalus olombo ingår i släktet Typhlodromalus och familjen Phytoseiidae. Inga underarter finns listade i Catalogue of Life.